# Internationale Nomenklatur für kosmetische Inhaltsstoffe

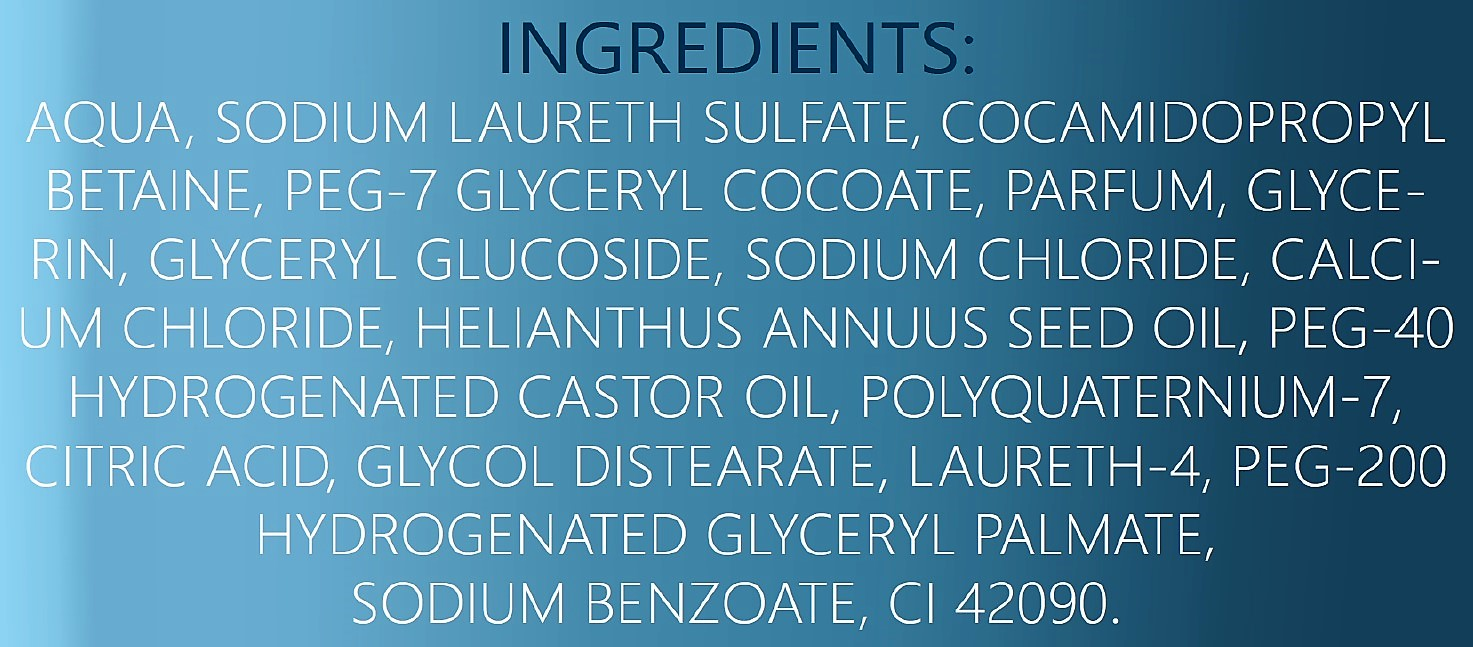
Beispiel für eine INCI-konforme Angabe der Inhaltsstoffe einer Flüssigseife auf der Packung (Hauptbestandteil = AQUA = Wasser)

Internationale Nomenklatur für kosmetische Inhaltsstoffe (Abkürzung INCI von englisch International Nomenclature of Cosmetic Ingredients) bezeichnet eine internationale Richtlinie für die korrekte Angabe der Inhaltsstoffe (Ingredients) von Kosmetika. Diese Nomenklatur soll besonders Allergikern die Möglichkeit geben, ein Produkt vor dem Kauf auf bedenkliche Inhaltsstoffe zu prüfen.
Mengenanteile der Zusammensetzung (Content) werden nicht benannt.

## Gesetzliche Vorgabe
Die Angabe der kosmetischen Inhaltsstoffe nach dem INCI-System ist in der Europäischen Union seit 1997 gesetzlich vorgeschrieben und heute integraler Bestandteil der Verordnung (EG) Nr. 1223/2009 über kosmetische Mittel (EU-Kosmetikverordnung). Für Parfüms sind derzeit 26 potentiell allergene Riechstoffe gelistet.
Im US-amerikanischen Raum wird eine an den Vorgaben des Personal Care Products Council (früher Chemistry, Toiletry, and Fragrance Association; CTFA) orientierte Nomenklatur verwendet. Sie unterscheidet sich nur geringfügig  von der EU-Angabe (z. B. EU=AQUA / USA=Water). Die Tendenz geht jedoch in Richtung von weltweit einheitlichen INCI-Bezeichnungen. Neue INCI-Bezeichnungen werden auf den Internetseiten der Personal Care Products Council kostenpflichtig registriert.

## Vorgaben zur Auflistung der kosmetischen Inhaltsstoffe
Die Auflistung der Bestandteile von Kosmetika erfolgt gemäß Artikel 19 g EU-KosmetikV:
Zu Kosmetika zählen unter anderem:
- Produkte zur Hautreinigung wie Seife, Duschgel, Reinigungsmilch, Gesichtswasser
- Hautpflegeprodukte wie Hautcreme und Körperlotion
- Eau de Toilette, Parfüm
- Dekorative Kosmetik wie Make-Up, Lidschatten, Lippenstift, Lippenpflegestift, Mascara, Kajal, Lidstrich, Puder, Nagellack
- Lichtschutz- und Selbstbräunungsmittel
- Shampoo, Spülung, Haargel, Haarspray, Haarstylingmittel
- Zahnpasta

Die Liste erfolgt mit vorangestellter Angabe „Ingredients“.
- Die Bestandteile werden mit ihren INCI-Bezeichnungen in abnehmender Reihenfolge ihres Gewichts(anteils) zum Zeitpunkt der Herstellung des kosmetischen Mittels aufgeführt. Bestandteile in einer Konzentration von weniger als 1 % können in ungeordneter Reihenfolge im Anschluss an die mit einer Konzentration von mehr als 1 % aufgeführt werden.[2]
- Riech- oder Aromastoffe sowie ihre Ausgangsstoffe können als Parfum, Fragrance oder Aroma zusammengefasst werden, außer den in Anhang III Nr. 67–92 aufgeführten Duftstoffen. Diese sind mit ihren Stoffbezeichnungen anzugeben, wenn sie eine der folgenden festgelegten Konzentrationen im Produkt übersteigen.[3]
  - 0,01 % – für Produkte, die nach der Benutzung wieder abgewaschen werden (Duschgel, Haarwaschmittel, Seife)
  - 0,001 %  – für Produkte, die auf der Haut oder den Haaren verbleiben (Creme, Parfüm, Haarfestiger)
- Farbstoffe – „außer solchen, die zum Färben von Haar bestimmt“ sind[4] – können in ungeordneter Reihenfolge nach den anderen Bestandteilen mit der Colour-Index-Nummer (CI-Nummer) angegeben werden. Bei Kosmetika in verschiedenen Farbvarianten werden die in den Varianten verwendeten Farbstoffe in einer eckigen Klammer aufgelistet. Eine Kennzeichnung „+/−“ zeigt an, dass eventuell nicht alle der aufgeführten Farbstoffe im Produkt enthalten sind, zum Beispiel: [+/− CI12700, CI14270, CI20470].[5]
- Bestandteile in der Form von Nanomaterialien müssen hinter der INCI-Bezeichnung mit dem Wort Nano in Klammern kenntlich gemacht werden.
- Sofern keine INCI-Bezeichnung vorhanden ist, ist die chemische Bezeichnung, die Bezeichnung des Europäischen Arzneibuches, der von der Weltgesundheitsorganisation empfohlene Internationale Freiname (INN) oder eine sonstige Bezeichnung zur Identität des Bestandteils anzugeben.

## Zugang zu Informationen über Inhaltsstoffe
Die Datenbank von haut.de bietet einen vollständigen Überblick über alle Inhaltsstoffe (Chemie, Funktionen, Vorkommen in Kosmetika und Hintergrundinformationen). Mit der Cosmile-App können über einen Smartphone-Scan des auf der jeweiligen Produktverpackung befindlichen Strichcodes (European Article Number = EAN-Code) ebenfalls Informationen abgerufen werden.